# Vinícius Santos
Carlos Vinícius Santos de Jesus, genannt Vinícius Santos oder auch nur Vinícius (* 16. Januar 1990 in Itaporanga d’Ajuda, Sergipe; anderen Quellen zufolge am 3. Mai 1990) ist ein ehemaliger brasilianischer Fußballspieler.
In der Saison 2009 absolvierte Vinícius Santos acht Partien für Cruzeiro Belo Horizonte in der Série A, der höchsten brasilianischen Liga. Ansonsten trat er nur für unterklassige Klubs in seiner Heimat an.